# ナチスの黄金列車
座標: 北緯50度49分22.07秒 東経16度18分27.01秒 / 北緯50.8227972度 東経16.3075028度
ナチスの黄金列車（Nazi gold train）、あるいはヴァウブジフの黄金列車（Wałbrzych gold train）は、ポーランドで語られた都市伝説の1つで、これによると第二次世界大戦末期の1945年1月、ナチス・ドイツが下シレジア（ドルヌィ・シロンスク）の地下トンネルに黄金を積み込んだ列車を埋めたとされる。当該の地域は現在のポーランド南西部、大戦当時のドイツ南東部にあたる。終戦以降、多くの研究者が捜索を行ったものの、これまでに手がかりは発見されていない。歴史家によれば、列車の実在自体が未だに証明されていないという。
2015年から2018年に実施された調査は、ポーランド軍、ポーランド政府および地方行政当局、個人的な出資者などが関わった大規模なもので、各国のメディアから広く注目を集めたものの、重要な発見はなかった。

## 都市伝説

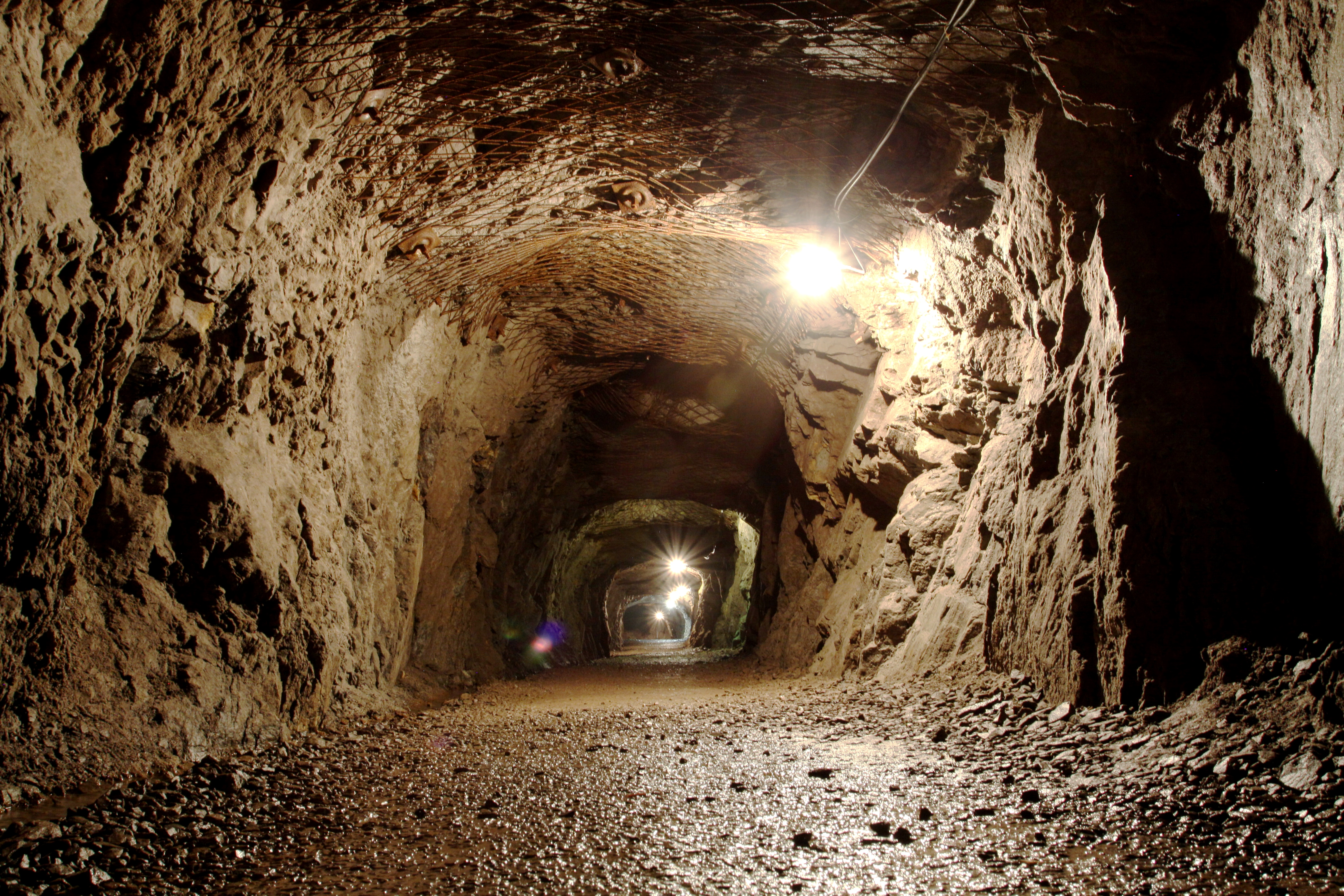
リース計画の一環としてゾヴィー山脈に建設された未完成のトンネルの一部

列車はポーランドの都市ヴァウブジフ（1945年まではドイツ領ヴァルデンブルク）近くに存在するとされている。
現地で語られるところによれば、列車は金塊やその他の財宝を満載してブレスラウ（現在のヴロツワフ）を出発し、リース計画の一環としてゾヴィー山脈の下に建設中だったヴァルデンブルク近くの未完成のトンネルへと向かった。
そして、この列車がドイツ当局が構築した坑道およびトンネル網のどこかに埋められたという。積荷は300トンもの黄金、宝石、武器、美術品などであると噂された。
歴史家によれば、この列車が実在したという証明は未だに成されていない。

## 調査
ポーランド人民共和国時代（1947年 - 1989年）、軍部による列車の捜索が行われたものの、成果は皆無であった。

### コペルとリヒターの調査（2015年 - 2018年）

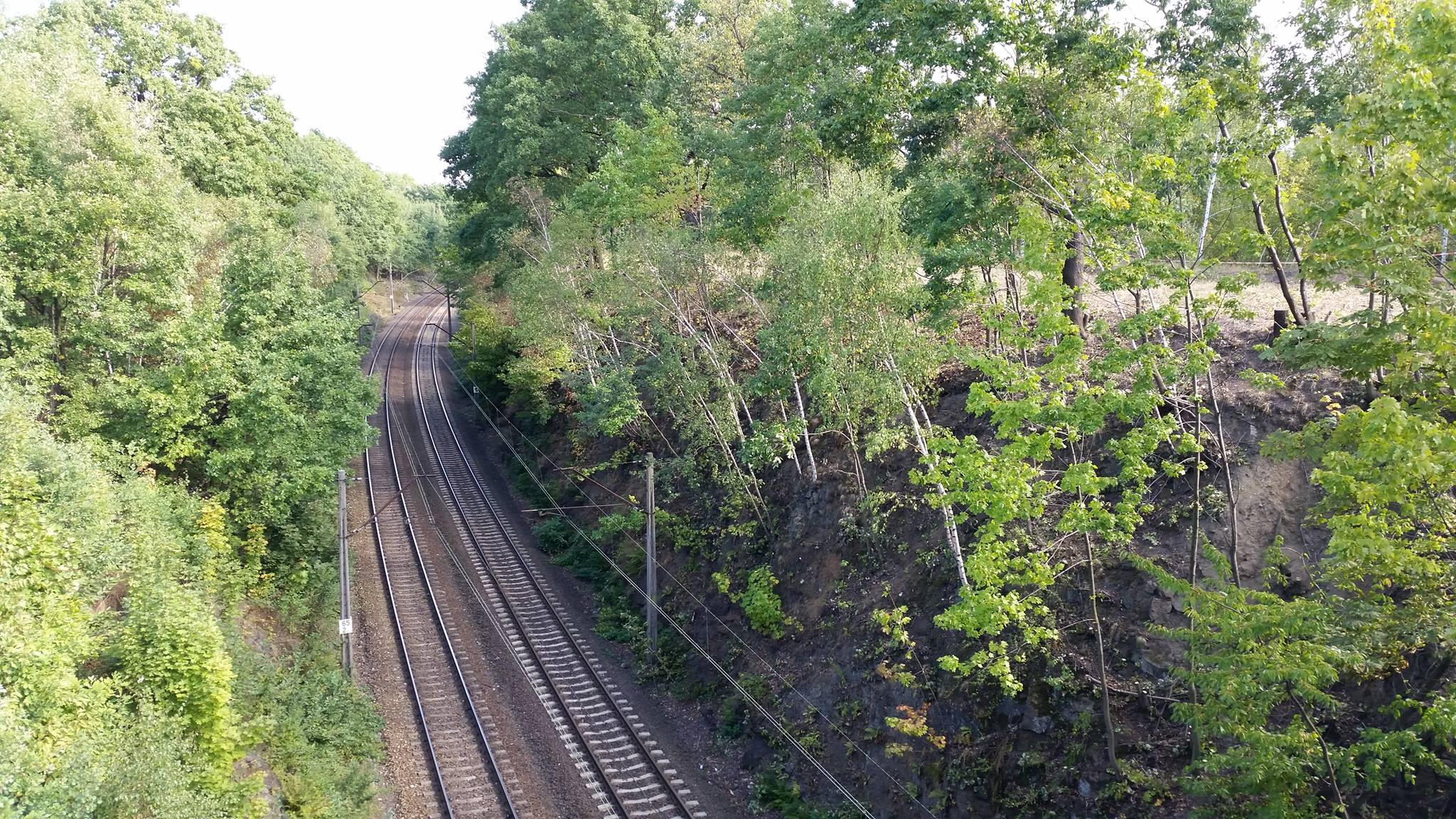
黄金列車が埋められていると主張された場所

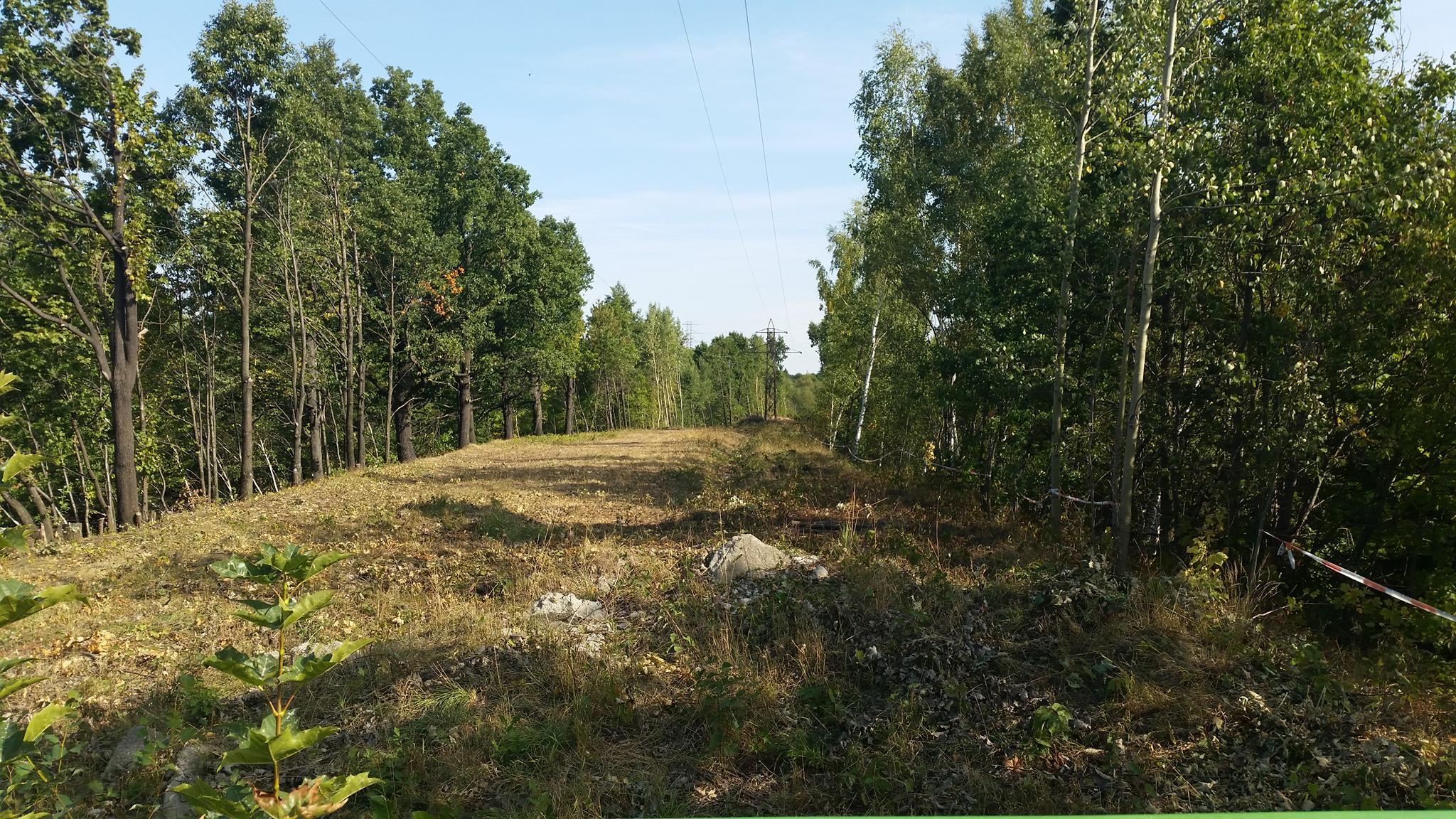
黄金列車が埋められているとされた地点である"ゾーン65"内、ウチニョフスカ通り交差点近くの鉄道盛土

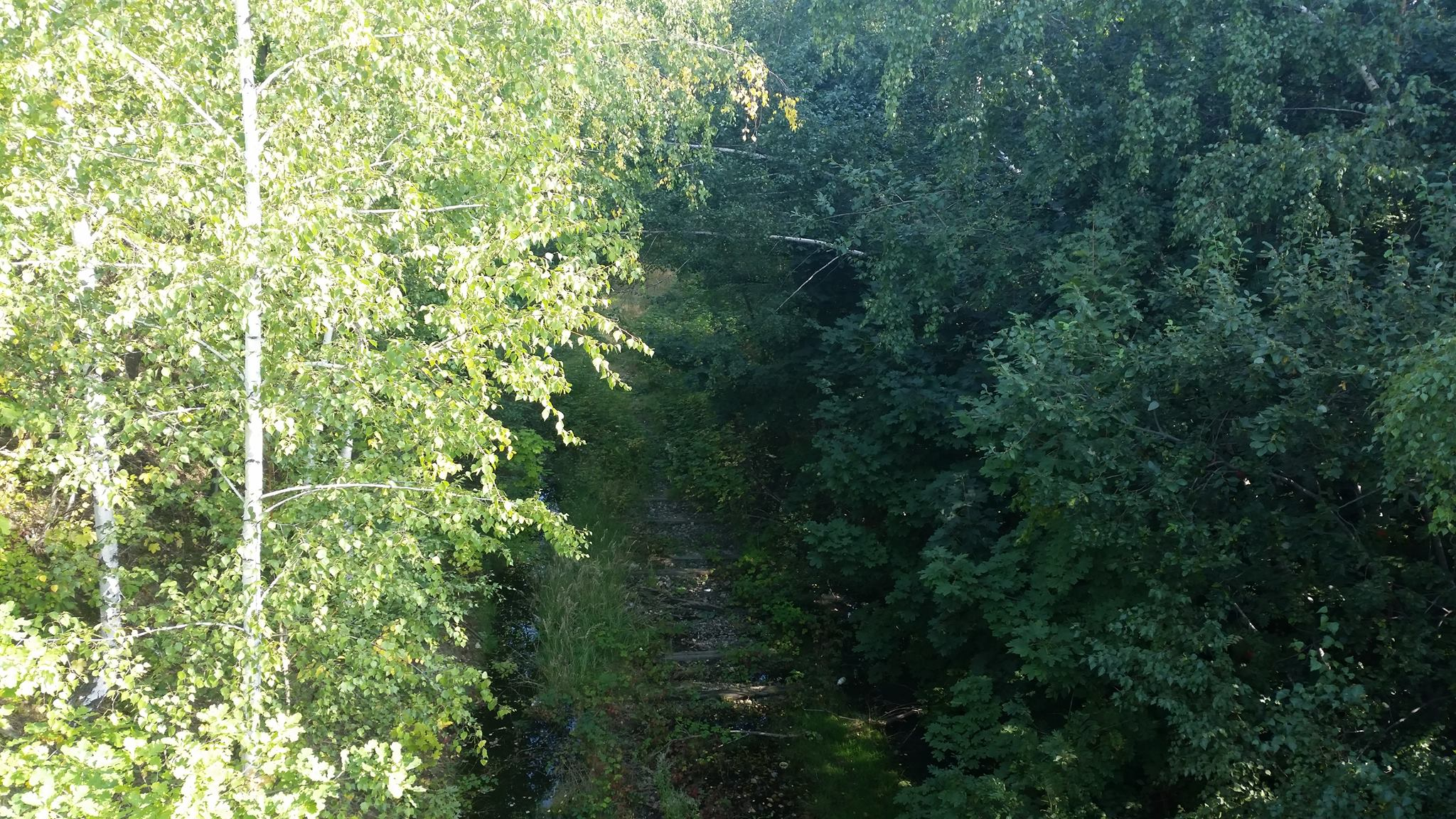
"ゾーン65"近くの廃線跡

2015年8月末、「身元不詳の男性2人が、かつて黄金列車を埋めたという臨終の告白（Deathbed confession）を得た」と報じられた。この2人は後にポーランド人ピオトル・コペル（Piotr Koper）とドイツ人アンドレアス・リヒター（Andreas Richter）と特定された。彼らは鉱山調査会社XYZ S.C.の共同オーナーだった。弁護士の仲介のもと、2人はポーランド政府を相手に、列車の価値の10％を「発見者手当」として受け取り、引き換えに列車の位置を知らせるという契約を結ぶための秘密交渉を開始した。彼らはこの契約に署名された後に列車の正確な位置を明かすとした 。
8月28日、ポーランド文化次官ピオトル・ジュホフスキは、コペルとリヒターが撮影した地中レーダー探査画像は、全長100mの列車を発見したことを99％の可能性で示すものであると発表した。しかし8月31日、ドルヌィ・シロンスク県知事トマシ・スモラシが記者団に対し、「長年成されてきた類似の主張と比べても、この疑わしい発見の証拠は極めて少ない」、「その発見が提出された文書に基づく地点に本当に存在するとの主張はありえない」と述べた。
9月4日、それまで匿名を保っていたコペルとリヒターは初めて身元を明かした。彼らは列車の正確な位置がポーランド政府当局へと伝達された旨を公表し、KS-700地中レーダーシステムを用いて撮影した画像を公開した。この画像は、何かが入っている人工の縦坑が地下50mの地点に存在する可能性を示していた。コペルとリヒターは、黄金列車がポーランド国鉄ヴロツワフ＝ヴァウブジフ線の61 - 65km地点にあたる4-キロメートル (2.5-マイル)分の線路に隣接した地域（ゾーン65）に埋められていると信じていた。
黄金列車を求め、探査装置を手にして押し寄せたトレジャーハンターらの侵入を防ぐべく、ポーランド政府当局はゾーン65周辺の森林に立入り制限区域を設置し、警察官や警備員を派遣した。9月末、県知事の要請のもと派遣されたポーランド軍部隊が樹木の除去およびブービートラップや地雷などの捜索を開始した。10月4日、軍部は少なくとも深さ1mまでは爆発物やその他の危険物が存在しないことを確認した旨を報告した。
10月半ば、ヴァウブジフ市当局は2つのチームに対象地域の非侵襲的調査を行う認可を与えた。第1チームはコペルとリヒターらで、第2チームはJanusz Madejに率いられたクラクフ鉱業大学の専門家らだった。12月15日、第2チームは調査の結果として列車の痕跡は発見されず、崩落したトンネルが存在する可能性のみ示唆されたと発表した。これを受け、コペルとリヒターは「人間とは過ちを犯すものだが、それにしがみつくのは馬鹿げている」と述べた
2016年5月、外部の専門家から列車は存在しないとの意見が寄せられていたにもかかわらず、コペルとリヒターは対象地域の所有者であるポーランド国鉄から掘削を開始する許可を得た。8月15日、掘削作業が開始された。作業チームは技術者、地質学者、化学者、考古学者、軍の発破作業専門家など64人から構成されていた。報じられたところによれば、作業費用の総額は116,000ユーロで、民間からの資金提供やボランティアからの支援を得て資金調達が行われたという。
7日後、線路、トンネル、列車などの痕跡が一切発見されなかったため、掘削作業は中断された。また、地中レーダー探査画像で列車と思われていたものは、自然の氷層であることが明らかになった。地元自治体職員は、年間観光客が44%増加したことを認め、「世界中のメディアによる報道で得られた宣伝効果は2億ドルにも相当する。我々に割り当てられた年間の宣伝予算は38万ドルであることを考えれば、探検家が何かを見つけようが見つけまいが、我々の黄金列車はすでに到着しているのだ」と述べた。地元市長はラウンドアバウトにコペルとリヒターの名を冠することを検討した。
2016年12月初頭、コペルとリヒターは20m地下までの掘削作業のための資金確保を目的とした基金を立ち上げる方針を発表した。2017年6月、ワルシャワの地球物理学業者の協力を受けた3回目の調査の最中、鉄道のトンネルと思しき7つの空洞が発見された。掘削業者によれば、この空洞の本格的な調査や関連する自治体の許可を得るため、最低でも10万ズウォティ（23,000ユーロ程度）の追加費用が発生する見込みとなった。さらなる掘削は2018年春あるいは夏と予定され、それまでに新たなスポンサーが募集されることとなった。
2018年8月、リヒターがチームを離れたが、コペルは調査を継続すると発表した。

## レプリカ
2016年、愛好家団体がコペルとリヒターの掘削作業現場からおよそ15kmに位置する古い製紙工場前にて、ナチス・ドイツ時代の装甲列車のフルサイズレプリカの制作を開始した。これは観光資源として利用することを目的としていた.。